# Amnat United FC
Der Amnat United Football Club (thailändisch สโมสรฟุตบอลอำนาจ ยูไนเต็ด) ist ein thailändischer Fußballverein aus Amnat Charoen, der bis 2017  in der Thai League 3 (Upper-Region), der dritthöchsten thailändischen Spielklasse, spielte. Für 2018 wurden keine Lizenzunterlagen eingereicht. Der Verein wurde vom Verband für 2 Jahre gesperrt. Sollte der Verein den Spielbetrieb wieder aufnehmen, muss er 2020 in der Thai League 4 in der North/East-Region starten.

## Vereinsgeschichte
Der Verein wurde 2011 gegründet und startete in der dritten Liga, der Regional League Division 2 - North/East. Bis 2016 spielte der Verein in dieser Liga. Mit Eintreten der Ligareform 2017 spielte der Verein in der Thai League 3. Hier trat man in der Upper-Region an. Da man für 2018 keine Lizenzunterlagen abgab, wurde der Verein für 2 Jahre vom Verband gesperrt. Der Verein kann frühestens 2020 wieder in der Thai League 4 antreten.

## Stadion
Bis 2017 trug der Verein seine Heimspiele im Amnat Charoen Province Stadium (thailändisch สนามกีฬาจังหวัดอำนาจเจริญ) in Amnat Charoen aus. Das Mehrzweckstadion hat ein Fassungsvermögen von 2500 Zuschauern.

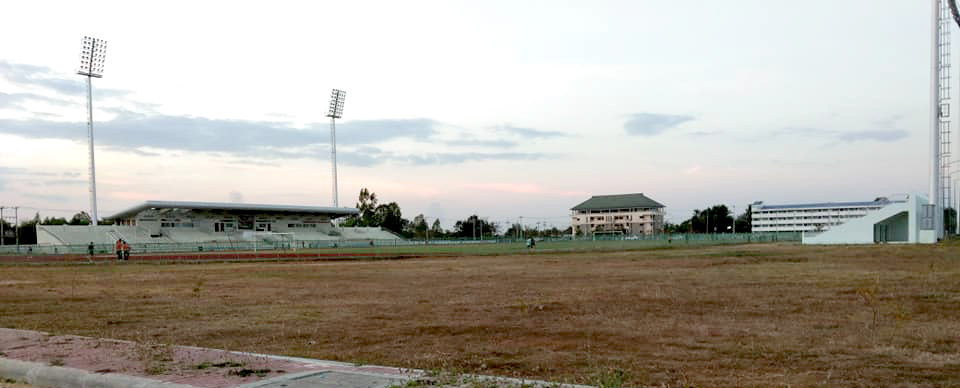
Amnat Charoen Province Stadion

### Spielstätten seit 2011
| Saison    | Stadion                         | Standort                               | Kapazität | Eigentümer              | Koordinaten                       |
| --------- | ------------------------------- | -------------------------------------- | --------- | ----------------------- | --------------------------------- |
| 2011–2013 | Amnat Charoen Municipal Stadium | Amnat Charoen, Amnat Charoen (Provinz) | 2500      | Amnat Charoen Municipal | 15° 51′ 7″ N, 104° 38′ 10″ O      |
| 2014–2017 | Amnat Charoen Province Stadium  | Amnat Charoen, Amnat Charoen (Provinz) | 2500      | Amnat Charoen Province  | 15° 53′ 43,5″ N, 104° 36′ 43,2″ O |

## Saisonplatzierung
| Saison | Liga                                    | Liga  | Liga   | Liga | Liga | Liga | Liga  | Liga   | Liga     | Pokal  | Pokal                  |
| Saison | Liga                                    | Level | Spiele | S    | U    | N    | Tore  | Punkte | Position | FA Cup | League Cup             |
| ------ | --------------------------------------- | ----- | ------ | ---- | ---- | ---- | ----- | ------ | -------- | ------ | ---------------------- |
| 2011   | Regional League Division 2 – North/East | 3     | 30     | 4    | 7    | 19   | 22:59 | 19 14. |          |        |                        |
| 2012   | Regional League Division 2 – North/East | 3     | 30     | 12   | 6    | 12   | 38:44 | 42     | 9.       |        | 1. Qualifikationsrunde |
| 2013   | Regional League Division 2 – North/East | 3     | 30     | 6    | 10   | 14   | 28:44 | 28     | 13.      |        | 1. Qualifikationsrunde |
| 2014   | Regional League Division 2 – North/East | 3     | 26     | 8    | 10   | 8    | 27:34 | 34     | 8.       |        | 2. Qualifikationsrunde |
| 2015   | Regional League Division 2 – North/East | 3     | 34     | 21   | 6    | 7    | 58:26 | 69     | 5.       |        |                        |
| 2016   | Regional League Division 2 – North/East | 3     | 26     | 12   | 6    | 8    | 31:21 | 42     | 5.       |        |                        |
| 2017   | Thai League 3 - Upper                   | 3     | 26     | 9    | 6    | 11   | 31:39 | 33     | 10.      |        |                        |
| 2018   | gesperrt                                |       |        |      |      |      |       |        |          |        |                        |
| 2019   | gesperrt                                |       |        |      |      |      |       |        |          |        |                        |

## Beste Torschützen seit 2017
| Saison | Name          | Tore |
| ------ | ------------- | ---- |
| 2017   | Victor Mensah | 9    |
| 2018   | gesperrt      |      |
| 2019   | gesperrt      |      |